# Katina Paxinou
Katina Paxinou (Græsk: Κατίνα Παξινού; født Aikaterini Konstantopoulou (Græsk: Αικατερίνη Κωνσταντοπούλου); 17. december 1900, død 22. februar 1973) var en græsk teater- og filmskuespiller.
Hun startede sin scenekarriere i Grækenland i 1928 og var en af grundlæggerne af Grækenlands Nationalteater i 1932. Udbruddet af Anden Verdenskrig fik hende til at rejse til Det Forenede Kongerige, og senere flyttede hun til USA, hvor hun gjorde sin filmdebut i Hvem ringer klokkerne for? i 1943 og vandt en Oscar for bedste kvindelige birolle og Golden Globe Award for bedste kvindelige birolle.
Paxinou optrådte i et par Hollywood-film mere, før hun vendte tilbage til Grækenland i begyndelsen af 1950'erne. Hun fokuserede derefter på sin scenekarriere og optrådte i europæiske film. Hun døde i 1973 efter en langvarig kamp med kræft.

## Opvækst
Paxinou blev født Aikaterini Konstantopoulou (Αικατερίνη Κωνσταντοπούλου) i Piræus, Grækenland, hvor hun trænede som operasanger ved Conservatoire de Musique de Genève og senere i Berlin og Wien. Ifølge sin biografi Playbill fra 1942, blev Paxinou forstødt af sin familie, efter at hun besluttede at søge en permanent scenekarriere.

## Karriere
Paxinou gjorde sin debut på Piræus' kommunale teater i 1920 i den operative version af Maurice Maeterlincks Søster Beatrice med en score af Dimitri Mitropoulos. Hun optrådte første gang i et skuespil i 1928 som medlem af Marika Kotopoulis trup i en Athen-produktion af Henry Batailles The Naked Woman. I 1931 sluttede hun sig til Aimilios Veakis' trup sammen med Alexis Minotis, hvor hun oversatte og dukkede op i den første af Eugene O'Neills skuespil, der skulle opføres i Grækenland, Desire Under the Elms. Hun optrådte også i Anton Tjekhovs Onkel Vanja og August Strindbergs Faderen.
I 1932 var Paxinou blandt de skuespillere, der indviede det nyligt genoprettede Nationalteater i Grækenland, hvor hun arbejdede indtil 1940. Under sit ophold i Nationalteatret skildrede hun sig på den græske scene med hovedrolle, som Sophocles' Electra, Henrik Ibsens Gengangere og William Shakespeares Hamlet, som også blev udført i London, Frankfurt og Berlin.
Da Anden verdenskrig brød ud, optrådte Paxinou i London. Hun kunne derfor ikke vende tilbage til Grækenland, så hun emigreret til USA, hvor hun tidligere havde optrådt i 1931 i Clytemnestra i en moderne græsk version af Electra.
Hun blev udvalgt til at spille rollen som Pilar i filmen Hvem ringer klokkerne for? (1943), som hun vandt en Oscar og en Golden Globe Award for. Hun indspillede en britisk film Uncle Silas i 1947, som havde Jean Simmons i den største kvindelige rolle og arbejdede i Italien for 20th Century Fox, hvor hun spillede moren til Tyrone Powers karakter i Den lovløse hertug (1949). Efter den film arbejdede Paxinou kun på en Hollywood-film mere. Endnu en gang i rollen som en sigøjnerkone, denne gang i den religiøse episke film Jeg har syndet i 1959.
I 1950 genoptog Paxinou sin scenekarriere. I sit indfødte Grækenland dannede hun Det Kongelige Teater i Athen med Alexis Minotis, hendes hoveddirektør og hendes mand siden 1940.
Paxinou lavede flere forestillinger på Broadway-scenen og tv. Hun spillede hovedrollen i Ibsens Hedda Gabler i 12 forestillinger i New York Citys Longacre Theatre, der blev åbnet den 28. juni 1942. Hun spillede også den vigtigste rolle i den første produktion på engelsk af Federico Garcia Lorcas House of Bernarda Alba, på ANTA Playhouse i New York i 1951, og en BBC tv-produktion af Lorca's Blodbryllup (Bodas de sangre), udsendt den 2. juni 1959.

## Død
Paxinou døde af kræft i Athen i 1973 i en alder af 72 år. Hun blev overlevet af sin mand og sin datter fra sit første ægteskab med Ioannis Paxinos, hvis efternavn hun havde brugt efter deres skilsmisse. Hendes rester er begravet ved Den første kirkegård i Athen.

## Museum
Paxinou-Minotis Museum er et museum i Athen, Grækenland med memorabilia fra Paxinous liv. Effekter omfatter hendes møbler, malerier og skitser, fotografier, bøger og personlige genstande. Effekterne blev doneret af instruktør Alexis Minotis, Paxinous mand, og omfatter sit personlige bibliotek og teatralske arkiv.

## Filmografi
| År   | Titel                      | Rolle                  | Notes |
| ---- | -------------------------- | ---------------------- | --- |
| 1943 | Hvem ringer klokkerne for? | Pilar                  | - Oscar for bedste kvindelige birolle - Golden Globe Award for bedste kvindelige birolle – Film - New York Film Critics Circle Award for bedste skuespillerinde (2. plads) |
| 1943 | Hostages                   | Maria                  | |
| 1945 | Confidential Agent         | Mrs. Melandez          | |
| 1947 | Sorg klær Elektra          | Christine Mannon       | |
| 1947 | Uncle Silas                | Madame de la Rougierre | |
| 1949 | Den lovløse hertug         | Mona Constanza Zoppo   | |
| 1955 | Mr. Arkadin                | Sophie                 | |
| 1959 | Jeg har syndet             | La Roca                | |
| 1960 | Rocco og hans brødre       | Rosaria Parondi        | |
| 1961 | Morte di un Bandito        | Silvia                 | |
| 1962 | Processen                  |                        | Spillede oprindeligt en scene, men blev klippet ud. |
| 1968 | To Nisi tis Afroditis      | Lambrini               | |
| 1968 | Tante Zita                 | Aunt Zita              | |
| 1970 | Un Été Sauvage             | Marya                  | |
| 1970 | The Martlet's Tale         | Orsetta                | |